# Mercin-et-Vaux
Mercin-et-Vaux is een gemeente in het Franse departement Aisne (regio Hauts-de-France) en telt 919 inwoners (1999). De plaats maakt deel uit van het arrondissement Soissons.

## Geografie
De oppervlakte van Mercin-et-Vaux bedraagt 7,8 km², de bevolkingsdichtheid is 117,8 inwoners per km².

## Demografie
Onderstaande figuur toont het verloop van het inwonertal (bron: INSEE-tellingen).
Vanwege een beveiligingsprobleem met de MediaWiki Graph-software is het momenteel niet mogelijk deze grafiek weer te geven. Zodra de software is bijgewerkt zal de grafiek vanzelf weer zichtbaar worden.